# Bergantine
Bergantine (auch Bergantin) war ein italienischer Schiffstyp in Form einer kleineren Galeere, die vor allem vom 13. bis ins 17. Jahrhundert für Kurierdienste im Einsatz war. Die Besegelung bestand aus einem Mast mit Lateinsegel und Lateinrute. Gerudert wurde die Bergantine mit bis zu 16 Riemen auf jeder Seite und einem Ruderer je Riemen. Im 16. und 17. Jahrhundert waren auch Bergantinen mit zwei Ruderern je Riemen im Einsatz.

## Quelle
- Alfred Dudszus, Ernest Henriot, Friedrich Krumrey: Das große Buch der Schiffstypen. transpress Verlag. Berlin 1983.